# Uberto de Morpurgo
Uberto Luigi de Morpurgo (in tedesco Hubert Louis de Morpurgo; Trieste, 12 gennaio 1896 – Ginevra, 26 febbraio 1961) è stato un tennista italiano che rappresentò a livello internazionale l'Austria-Ungheria, suo Paese di nascita, fino al 1920.
Fu il primo atleta a vincere una medaglia olimpica nel tennis per l'Italia.

## Biografia

### Ambiente familiare e inizi
Il padre apparteneva a un'antica famiglia ebrea triestina, quella dei Morpurgo, che si fregiava del titolo baronale, mentre la madre era inglese. Va a studiare a Oxford dove si avvicina al tennis. Consegue i primi successi nella categoria juniores in Gran Bretagna a partire dal 1911; nel 1915 è campione studentesco a Parigi, dove fissa la sua residenza. 
Partecipa alla Grande Guerra, inquadrato nell'aviazione austriaca.
Con il passaggio di Trieste al Regno d'Italia, assume la cittadinanza italiana ma torna a giocare a tennis solo alla fine del 1921.

### Carriera
Sconosciuto ai dirigenti italiani della Federtennis, è tesserato soltanto alla fine del 1923 su segnalazione del giovane Giorgio De Stefani che lo aveva conosciuto in un torneo in Svizzera. Per tale motivo non era stato convocato alla prima apparizione della squadra italiana di Coppa Davis, nel 1922.
Nel 1924 partecipa alle Olimpiadi di Parigi e perde in semifinale contro Vinnie Richards, futura medaglia d'oro, mentre nello spareggio per il terzo posto sconfigge Jean Borotra, fresco campione di Wimbledon, conquistando così la medaglia di bronzo. 
Al Torneo di Wimbledon 1925 raggiunge, insieme all'americana Elizabeth Ryan, la finale del doppio misto, unico italiano ad aver realizzato l'impresa ai Championships in questa specialità. Nell'ultimo atto viene sconfitto dal duo francese formato da Suzanne Lenglen e Jean Borotra. 
Nel 1928 diventa il primo tennista italiano a disputare gli ottavi e i quarti di finale al torneo di Wimbledon dove è poi sconfitto da René Lacoste, futuro vincitore del torneo.
Nel 1929 disputa i quarti di finale agli Internazionali di Francia, risultato prima di allora senza precedenti nel tennis italiano. Dopo aver superato negli ottavi l'austriaco Herman Von Artens, viene sconfitto da Bill Tilden che rimonta uno svantaggio di due set. 
Sempre nel 1929, raggiunge la finale al torneo di Montecarlo, altra prima assoluta per il tennis italiano, dove viene sconfitto da Henri Cochet in tre set.
L'anno successivo, agli Internazionali d'Italia raggiunge la finale in tutte le specialità: singolare, doppio e doppio misto. Nel singolare è sconfitto da Bill Tilden in tre set, nel doppio maschile, insieme a Placido Gaslini, si arrende alla coppia Tilden / Wilbur Coen. Nel doppio misto conquista invece il titolo insieme a Lilí de Álvarez, sconfiggendo in finale Lucia Valerio e Pat Hughes.
Sempre nel 1930, si spinge fino in semifinale agli Internazionali di Francia, primo tennista italiano ad aver disputato il penultimo atto di una prova del Grande Slam, grazie al successo ottenuto nei quarti di finale contro Edgar Moon, prima di una nuova sconfitta subita contro Henri Cochet, che gli concede soltanto otto game.
In Coppa Davis, nonostante la delusione per non essere stato convocato nel 1922, partecipa consecutivamente nel periodo 1923-1933 vincendo 39 partite in singolare con 14 sconfitte e vincendo 16 incontri di doppio con 10 sconfitte. È tuttora al quarto posto come numero di presenze dopo Nicola Pietrangeli, Adriano Panatta e Orlando Sirola. Il miglior risultato da lui raggiunto sono le finali interzone perse contro gli Stati Uniti, nel 1928 e nel 1930, con il medesimo risultato di 1-4. In entrambi i casi l'unico punto dell'Italia fu ottenuto da De Morpurgo.
Nel 1931 e nel 1932 le sue presenze sui campi da tennis si fanno sporadiche e tutte all'estero. A inizio del 1933, De Morpurgo abbandona temporaneamente l'attività agonistica per poi tornare a giocare nel 1935, in Gran Bretagna. Partecipa per l'ultima volta al torneo di Wimbledon ma è sconfitto al primo turno dal giapponese Jiro Yamagishi, in tre set e, tranne alcune rarissime apparizioni, decide di mettere fine alla propria carriera.
In graduatoria mondiale raggiunse l'ottavo posto nel 1930, il nono nel 1928 e il decimo nel 1929. Il suo nome è stato inserito nell'International Jewish Sports Hall of Fame.
Muore a Ginevra il 26 febbraio 1961, a 65 anni, dopo una polmonite fulminante.

## Statistiche

### Finali per il bronzo olimpico

#### Vittorie (1)
| Data | Torneo              | Superficie  | Avversario in finale | Punteggio               |
| 1924 | Olimpiadi di Parigi | Terra rossa | Jean Borotra         | 1–6, 6–1, 8–6, 4–6, 7–5 |

### Finali perse (2)
| Data | Torneo                  | Superficie  | Avversario in finale | Punteggio     |
| 1929 | Monte-Carlo             | Terra rossa | Henri Cochet         | 6–8, 4–6, 4–6 |
| 1930 | Internazionali d'Italia | Terra rossa | Bill Tilden          | 1–6, 1–6, 2–6 |

### Doppio

#### Finali perse (1)
| Data | Torneo                  | Superficie  | Compagno        | Avversari in finale     | Punteggio     |
| 1930 | Internazionali d'Italia | Terra rossa | Placido Gaslini | Wilbur Coen Bill Tilden | 0–6, 3–6, 3–6 |

### Doppio misto

#### Vittorie (1)
| Data | Torneo                  | Superficie  | Compagna        | Avversari in finale      | Punteggio     |
| 1930 | Internazionali d'Italia | Terra rossa | Lilí de Álvarez | Lucia Valerio Pat Hughes | 4–6, 6–4, 6–2 |

#### Finali perse (1)
| Data | Torneo              | Superficie | Compagno       | Avversari in finale          | Punteggio |
| 1925 | Torneo di Wimbledon | Erba       | Elizabeth Ryan | Suzanne Lenglen Jean Borotra | 3–6, 3–6  |